# Morte de Sean Monterrosa
Sean Monterrosa, um latino-americano de 22 anos, foi baleado em Vallejo, Califórnia, pelo policial Jarrett Tonn em 2 de junho de 2020. Monterrosa estava de joelhos e estava com as mãos acima da cintura quando Tonn o atirou pelo pára-brisa. A polícia disse mais tarde que Tonn atirou nele porque ele acreditava que um martelo no bolso de Monterrosa era uma arma. Monterrosa morreu mais tarde em um hospital local.
O evento provocou indignação na área da baía, particularmente em Vallejo, que tem uma longa história de violência policial, queixas de uso excessivo de força e assassinatos de alto nível, incluindo o tiroteio em fevereiro de 2019 que causou a morte de Willie McCoy.